# Cristina di Lorena
Cristina di Lorena (in francese: Christine de Lorraine; Bar-le-Duc, 16 agosto 1565 – Firenze, 19 dicembre 1636), figlia del duca Carlo III di Lorena e della fille de France Claudia di Francia, fu moglie del granduca Ferdinando I de' Medici e, in quanto tale, granduchessa consorte di Toscana.
Dopo la morte prematura di suo figlio Cosimo II de' Medici, Cristina fu co-reggente del Granducato di Toscana, insieme alla nuora Maria Maddalena d'Austria, durante gli anni della minor età di suo nipote Ferdinando II de' Medici, dal 1621 fino al 1628.

## Biografia

### Infanzia ed educazione
Fu proprio la nonna Caterina, prima regina di Francia della famiglia Medici che, dopo la morte precoce della madre Claudia, si preoccupò della sua educazione e si occupò delle trattative matrimoniali che le garantissero un consorte di alto livello.

### Matrimonio

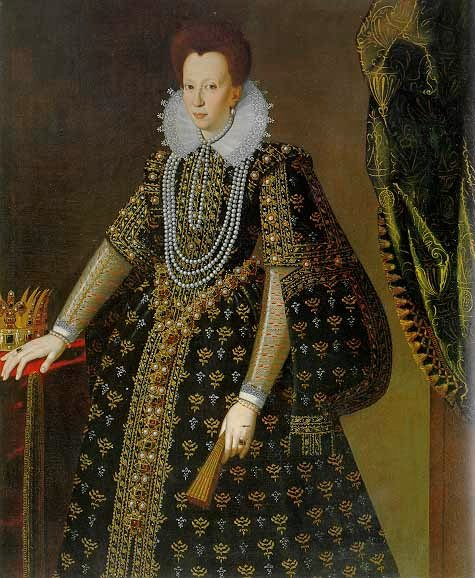
Santi di Tito
Ritratto di Cristina di Lorena
(Siena, Palazzo Pubblico)

Le trattative furono lunghe e complicate, ma alla fine venne scelto il futuro granduca di Toscana, Ferdinando, che Cristina sposò nel 1588, anche se si recò a Firenze solo nel 1589, quando vennero creati grandiosi apparati decorativi in tutta la città, alla creazione dei quali parteciparono i migliori artisti attivi in città.
Non fu una scelta semplice anche perché Ferdinando era in una posizione delicata, essendo stato cardinale ed aveva rinunciato alla porpora dopo la morte di suo fratello Francesco I nel 1587. Con queste nozze sua nonna, la regina di Francia Caterina de Medici, vide la nipote salire sul trono di Firenze che era stata governata dagli antenati.
Il matrimonio venne festeggiato da alcuni dei più grandi artisti dell'epoca con uno spettacolo, attualmente conosciuto con il nome di Intermedi della Pellegrina.

### Reggenza

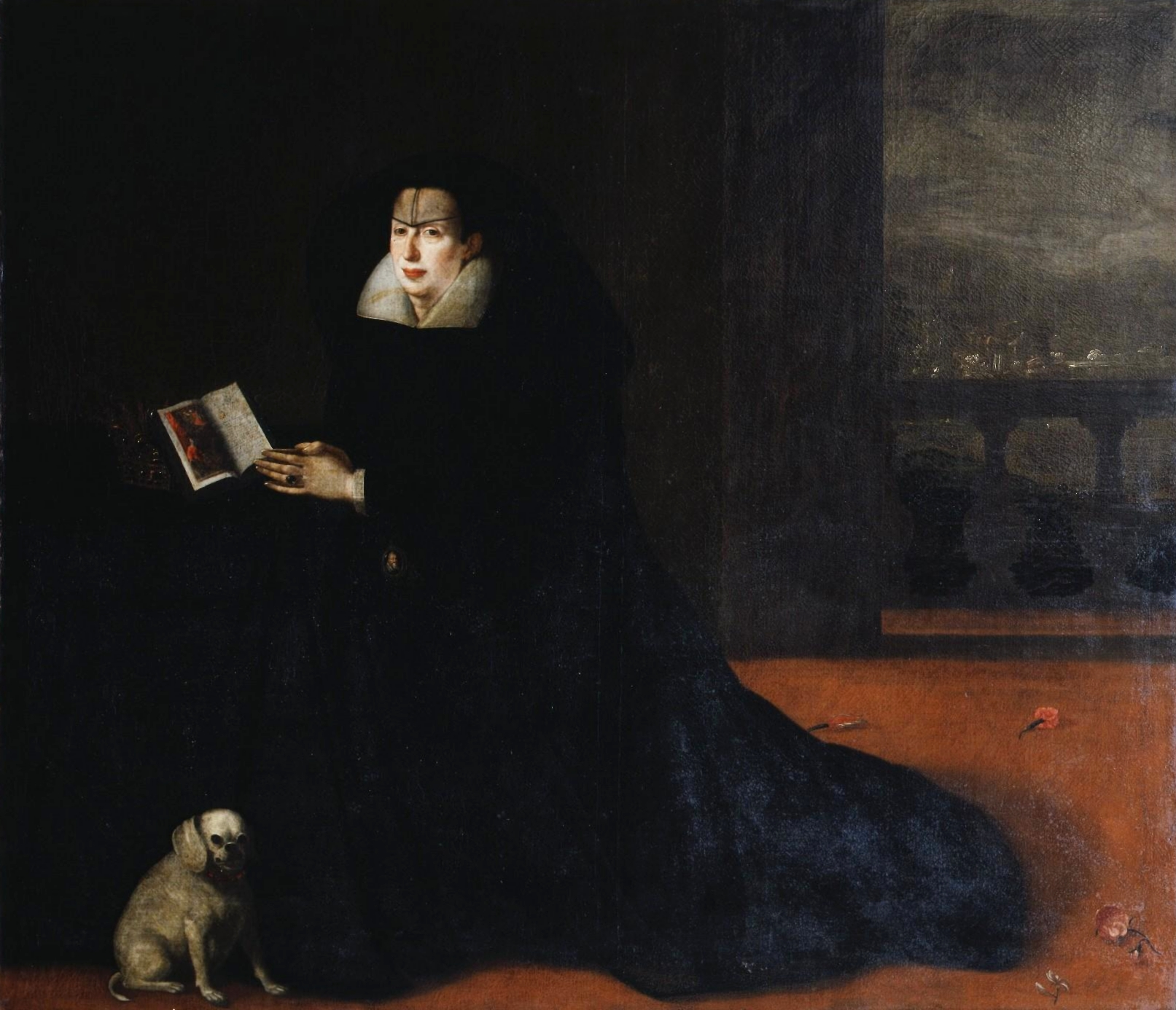
Cristina di Lorena ritratta in abiti vedovili da Tiberio Titi, 1610 ca.

Dopo la prematura scomparsa del marito nel 1609, tenne la reggenza in vece del giovane figlio Cosimo II de' Medici, destinato a succedere al padre con il raggiungimento dei 21 anni, del quale curò anche l'educazione, improntata con lungimiranza alle correnti scientifico-filosofiche più moderne.

### Ultimi anni e morte
La sua influenza sugli affari di governo e la vita politica non fu però giudicata positiva da suo nipote Ferdinando II, che la allontanò da corte dopo che egli era subentrato al governo granducale dopo la morte prematura di Cosimo II.
Morì a Firenze nel 1636.

### Sepoltura
Nel 1857, durante una prima ricognizione delle salme dei Medici, così venne ritrovato il suo corpo: 

## Cristina di Lorena e la scienza

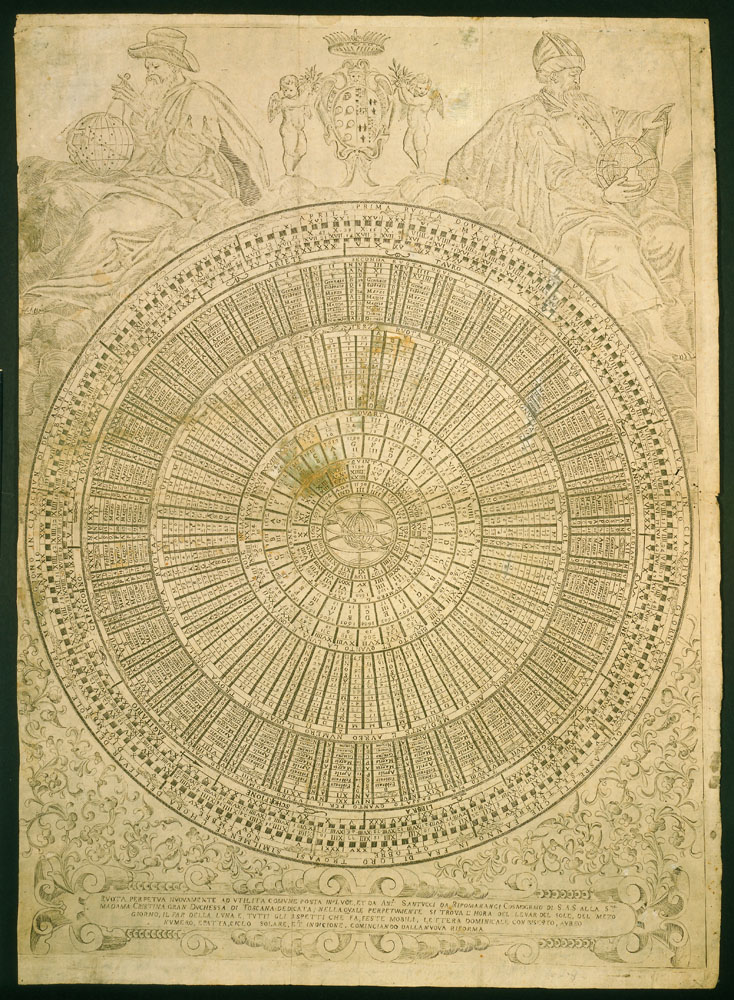
Ruota perpetua per il calcolo del computo ecclesiastico, realizzata da Antonio Santucci e conservata al Museo Galileo di Firenze.

Fu una donna infatti attratta dal sapere scientifico, che intrattenne un rapporto epistolare con Galileo Galilei, il quale indirizzò proprio a lei la più famosa delle sue quattro Lettere copernicane datata 1615, dove lo scienziato si prodigava nel dimostrare come le sue idee non fossero in contrasto con la Bibbia. Antonio Santucci le dedicò la ruota perpetua, un complesso sistema di calcoli astronomici realizzato dopo il 1582.

## Discendenza
| Nome            | Nascita        | Morte            | Note                                                                                             |
| --------------- | -------------- | ---------------- | ------------------------------------------------------------------------------------------------ |
| Cosimo          | 12 maggio 1590 | 28 febbraio 1621 | sposò Maria Maddalena d'Austria, sorella dell'imperatore Ferdinando II                           |
| Eleonora        | 1591           | 1617             |                                                                                                  |
| Caterina        | 2 maggio 1593  | 17 aprile 1629   | Sposò Ferdinando Gonzaga, duca di Mantova                                                        |
| Francesco       | 1594           | 1614             |                                                                                                  |
| Carlo           | 1595           | 1666             | Cardinale                                                                                        |
| Filippino       | 9 aprile 1598  | 3 aprile 1602    |                                                                                                  |
| Lorenzo         | 1599           | 1648             |                                                                                                  |
| Maria Maddalena | 1600           | 1633             | Nata deforme, trascorse la vita in un monastero                                                  |
| Claudia         | 1604           | 1648             | Sposò Federico della Rovere, duca di Urbino e, in seconde nozze, l'arciduca Leopoldo V d'Austria |

## Ascendenza
|                       |                        |                                   | Genitori                           |  |  | Nonni |  |  | Bisnonni          |  |  | Trisnonni           |  |
|                       |                        |                                   |                                    |  |  |       |  |  | Antonio di Lorena |  |  | Renato II di Lorena |  |
|                       |                        |                                   |                                    |  |  |       |  |  | Antonio di Lorena |  |  | Renato II di Lorena |  |
|                       |                        | Filippina di Gheldria             |                                    |  |  |       |  |  | Antonio di Lorena |  |  |                     |  |
| Francesco I di Lorena |                        |                                   |                                    |  |  |       |  |  | Antonio di Lorena |  |  |                     |  |
|                       |                        | Renata di Borbone-Montpensier     | Gilberto di Borbone-Montpensier    |  |  |       |  |  |                   |  |  |                     |  |
|                       |                        | Renata di Borbone-Montpensier     | Gilberto di Borbone-Montpensier    |  |  |       |  |  |                   |  |  |                     |  |
|                       |                        | Renata di Borbone-Montpensier     | Chiara Gonzaga                     |  |  |       |  |  |                   |  |  |                     |  |
| Carlo III di Lorena   |                        | Renata di Borbone-Montpensier     |                                    |  |  |       |  |  |                   |  |  |                     |  |
|                       |                        | Cristiano II di Danimarca         | Giovanni di Danimarca              |  |  |       |  |  |                   |  |  |                     |  |
|                       |                        | Cristiano II di Danimarca         | Giovanni di Danimarca              |  |  |       |  |  |                   |  |  |                     |  |
|                       |                        | Cristiano II di Danimarca         | Cristina di Sassonia               |  |  |       |  |  |                   |  |  |                     |  |
| Cristina di Oldenburg |                        | Cristiano II di Danimarca         |                                    |  |  |       |  |  |                   |  |  |                     |  |
|                       |                        | Isabella d'Asburgo                | Filippo I di Castiglia             |  |  |       |  |  |                   |  |  |                     |  |
|                       |                        | Isabella d'Asburgo                | Filippo I di Castiglia             |  |  |       |  |  |                   |  |  |                     |  |
|                       |                        | Isabella d'Asburgo                | Giovanna di Aragona e Castiglia    |  |  |       |  |  |                   |  |  |                     |  |
| Cristina di Lorena    |                        | Isabella d'Asburgo                |                                    |  |  |       |  |  |                   |  |  |                     |  |
|                       | Francesco I di Francia | Carlo di Valois-Angoulême         |                                    |  |  |       |  |  |                   |  |  |                     |  |
|                       | Francesco I di Francia | Carlo di Valois-Angoulême         |                                    |  |  |       |  |  |                   |  |  |                     |  |
|                       | Francesco I di Francia | Luisa di Savoia                   |                                    |  |  |       |  |  |                   |  |  |                     |  |
| Enrico II di Francia  | Francesco I di Francia |                                   |                                    |  |  |       |  |  |                   |  |  |                     |  |
|                       |                        | Claudia di Francia                | Luigi XII di Francia               |  |  |       |  |  |                   |  |  |                     |  |
|                       |                        | Claudia di Francia                | Luigi XII di Francia               |  |  |       |  |  |                   |  |  |                     |  |
|                       |                        | Claudia di Francia                | Anna di Bretagna                   |  |  |       |  |  |                   |  |  |                     |  |
| Claudia di Valois     |                        | Claudia di Francia                |                                    |  |  |       |  |  |                   |  |  |                     |  |
|                       |                        | Lorenzo de' Medici duca di Urbino | Piero il Fatuo                     |  |  |       |  |  |                   |  |  |                     |  |
|                       |                        | Lorenzo de' Medici duca di Urbino | Piero il Fatuo                     |  |  |       |  |  |                   |  |  |                     |  |
|                       |                        | Lorenzo de' Medici duca di Urbino | Alfonsina Orsini                   |  |  |       |  |  |                   |  |  |                     |  |
| Caterina de' Medici   |                        | Lorenzo de' Medici duca di Urbino |                                    |  |  |       |  |  |                   |  |  |                     |  |
|                       |                        | Madeleine de la Tour d'Auvergne   | Giovanni III de La Tour d'Auvergne |  |  |       |  |  |                   |  |  |                     |  |
|                       |                        | Madeleine de la Tour d'Auvergne   | Giovanni III de La Tour d'Auvergne |  |  |       |  |  |                   |  |  |                     |  |
|                       |                        | Madeleine de la Tour d'Auvergne   | Giovanna di Borbone-Vendôme        |  |  |       |  |  |                   |  |  |                     |  |
|                       |                        | Madeleine de la Tour d'Auvergne   |                                    |  |  |       |  |  |                   |  |  |                     |  |